# (36485) 2000 QP39
2000 QP39 (asteroide 36485) é um asteroide da cintura principal. Possui uma excentricidade de 0.11472080 e uma inclinação de 4.58964º.
Este asteroide foi descoberto no dia 24 de agosto de 2000 por LINEAR em Socorro.